# Eric Baker
Pour les articles homonymes, voir Baker.
Eric Baker (né le 22 septembre 1920 et mort le 11 juillet 1976) est un militant humanitaire et pacifiste britannique, cofondateur du mouvement Amnesty International et son deuxième secrétaire général. Il est également l'un des fondateurs de la Campagne pour le désarmement nucléaire.
Eric Baker était membre de la Société religieuse des Amis (quakers), et s'est trouvé à la tête du comité Paix et témoignage social quaker, la structure des quakers britanniques s'occupant des questions sociales.

## Biographie
En tant que pacifiste, Eric Baker s'est déclaré objecteur de conscience pendant la Seconde Guerre mondiale. Les motivations qu'il a alors invoquées sont citées dans l'ouvrage Quaker Faith and Practice. Pendant la guerre, Eric Baker travaille pour la campagne Famine Relief, qui lève des fonds pour envoyer de la nourriture dans les pays en guerre du continent européen, informe le public britannique, et fait pression sur le gouvernement. De 1946 à 1948, il dirige un centre quaker à Delhi en Inde.
Eric Baker a été secrétaire général du National Peace Council de 1954 à 1959. Il écrit alors l'article Psychological warfare a challenge to democracy (La guerre psychologique : un défi à la démocratie), et en 1959 une déclaration Campaign to secure international agreement on the prohibition of nuclear weapons (Campagne pour un accord sur l'interdiction des armes nucléaires). 
À la fin des années 1950 et au début des années 1960, il effectue quatre missions de paix à Chypre, au nom d'un comité quaker.
Pendant son séjour à Chypre, Eric Baker fait la connaissance de Peter Benenson, le premier fondateur d'Amnesty International. Ils abordent des thèmes touchant la politique, l'éthique et la religion. Peter Benenson a décrit Baker comme « un partenaire dans le lancement du projet » et ensemble ils lancent l'« Appel à l'amnistie 1961 » (Appeal for Amnesty 1961). Ils se parlent presque quotidiennement au téléphone, ils correspondent avec des politiciens, des Églises et les médias, et réunissent un petit cercles de sympathisants. Leurs échanges influencent l'article de Benenson publié en 1961 dans The Observer, The Forgotten Prisoners, qui a donné une publicité mondiale à leur cause. Eric Baker a assisté Benenson dans la réalisation de son livre Persecution ’61, qui énumère des études de cas de prisonniers politiques.
C'est sur la suggestion de Baker que l'expression « prisonnier d'opinion » (en anglais : prisoner of conscience) a été adoptée, pour devenir centrale dans le travail d'Amnesty International. La position de Baker consistant à ne soutenir que des personnes ne faisant pas appel à la violence a aussi été adoptée. Plus tard, Baker a expliqué que pour lui Amnesty était la réponse d'hommes et de femmes « fatigués par la polarisation des idées résultant de la guerre froide et d'autres conflits analogues, mais profondément concernés par ceux et celles qui souffrent simplement à cause de leurs souffrances ».
Eric Baker devient secrétaire général d'Amnesty en 1966. L'organisation était alors en crise à la suite de la démission de Benenson du poste de président, préoccupé par la suppression d'activités critiques envers le gouvernement britannique et désireux de déplacer le siège d'Amnesty en Suisse. La fonction de président a alors été supprimée, et Eric Baker a été choisi comme secrétaire général. Il a été rapporté que Baker a dû faire face à la démotivation et la perte de confiance au sein du bureau de Londres. En juillet 1968, quand Martin Ennals devient le nouveau secrétaire général, le nombre de groupes d'Amnesty est à nouveau croissant et plus du dixième des prisonniers adoptés par les groupes ont été libérés. 
Eric Baker a aussi tenu les fonctions de président de la section britannique d'Amnesty, vice-président du Comité international exécutif d'Amnesty, et président du sous-comité d'Amnesty pour l'abolition de la torture.
Il a poursuivi son activité pacifiste au sein de la Société religieuse des Amis, organisant des sessions sur les prisonniers politiques et la torture en 1974 et 1976, aboutissant à une prise de position des quakers britanniques en 1995 demandant la fin de l'usage de la torture.